# راکت رنجر
عنوان راکت رنجر (به انگلیسی: Rocket Rager) یک بازی کامپیوتری در سبک اکشن و ماجراجویی است که در سال ۱۹۸۸ توسط سینماویر ساخته و منتشر شده است. محیط بازی بر اساس وقایع دوران جنگ جهانی دوم می‌باشد که به بازیکن اجازه می‌دهد در نقش یکی از  دانشمندان ارتش ایالات متحده بازی نماید، که هدف اصلی او جلوگیری از پیروزی آلمان نازی در جنگ جهانی دوم می‌باشد. نام Rocket Ranger برگرفته از جت پک مخصوصی است که گیمر در طول بازی از آن استفاده می‌نماید.
مانند بسیاری از بازی‌های شرکت سینماویر، راکت رنجر نیز از فیلم‌های سینمای هالیوود و به احتمال زیاد از کمیک Rocketeer الهام گرفته است. این عنوان با استفاده از کات‌‌سین‌های اکشن و پرتعداد در بین گیم‌پلی بازی، به بسیاری از سریال‌های علمی تخیلی دهه ۱۹۵۰ ادای احترام می‌کند. همچنین در خط داستانی بازی، عناصر کلیشه‌ای آن دوران، از جمله یک قهرمان شجاع، یک دختر زیبا و درمانده که نیازمند نجات توسط قهرمان بازی است را به نمایش می‌گذارد.